# Capacità funzionale residua

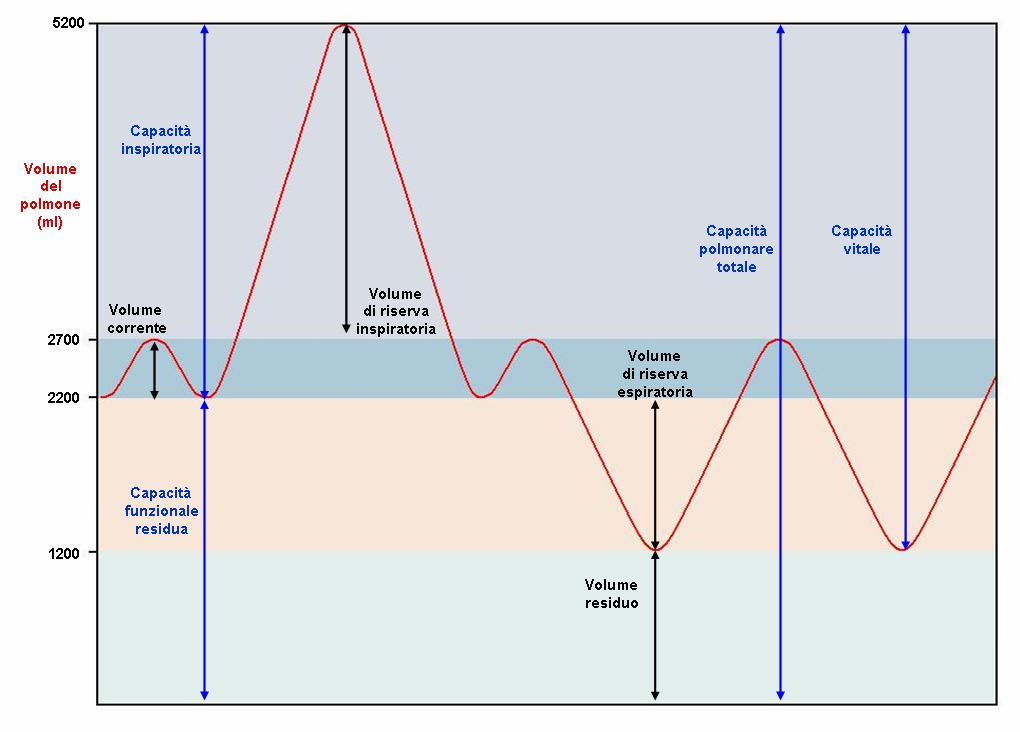
Volumi e capacità polmonari

La capacità funzionale residua (FRC) è il volume d'aria presente nel polmone al termine di un'espirazione normale.
La FRC è equivalente a circa 2L ed è data dalla somma del volume residuo (VR) che rimane nel polmone dopo la massima espirazione più il volume di riserva espiratoria (VRE), la quantità d'aria che può essere espirata con un'espirazione massimale forzata.
Tanto più è piccolo il valore della FRC e tanto più le vie aeree si chiudono precocemente durante l'espirazione.
Il volume residuo garantisce che gli alveoli presenti nei polmoni dispongano di una quantità minima d'aria, in modo da non chiudersi completamente, operazione che comprometterebbe la loro riapertura in sede di una nuova inspirazione. 
La misurazione di questa capacità si effettua tramite spirometria, pletismografia, mixing dell'elio e wash out dell'azoto. Difatti, mentre è possibile misurare direttamente il volume di riserva espiratorio nel paziente facendolo espirare profondamente, non è possibile misurare direttamente il volume residuo, che viene calcolato coi metodi suddetti.